# François Antoine Etienne de Gourcy-Pagny
François Antoine Étienne de Gourcy-Pagny, né en 1719, à Nancy et mort en 1805, est un religieux et un intellectuel français du XVIIIe siècle. Il fut chanoine de la cathédrale primatiale de Nancy.

## Biographie
François Antoine Étienne de Gourcy-Pagny est né à Nancy en Lorraine. Issu d'une ancienne famille noble de cette province, il est le fils de Joachim Isidore, comte de Gourcy, chevalier seigneur de Moineville, Pagny, lieutenant-colonel et chambellan du duc de Lorraine, et de Louise Henriette du Hautoy (1681-1721). Son parrain de baptême fut François III de Lorraine, qui deviendra empereur sous le nom de François Ier en 1745 : il était alors le fils héritier du duc de Lorraine.
Il fut prêtre et chanoine de la cathédrale primatiale de Nancy.
Membre de l'académie royale de Nancy, il écrivit de nombreux ouvrages. Si certains traitent des sujets classiques, d'autres traitent de sujets sensibles à l'époque (Libertés du Peuple ou biens du Clergé).

## Son œuvre
- 1765 "Éloge de René Descartes", couronné par l'Académie française[3]
- 1768 "Histoire philosophique et politique des loix de Lycurgue"[4]
- 1768 "Est-il à propos de multiplier les Académies ?"
- 1769 "Quel fut l'état des personnes en France..."[5]
- 1777 "Essai sur le Bonheur"
- 1785 "L'apologétique et les prescriptions de Tertullien"[6]
- 1786 "Discours sur la Religion Chrétienne (...) seule à faire le bonheur des Hommes"
- 1786 "Anciens apologistes de la religion chrétienne Saint Justin..."
- 1789 "Les Droits et les Devoirs d'un peuple libre"
- 1790 "Résumé des observations essentielles sur les biens du clergé"[7]